# Liste der Biografien/Kalc
Liste der Biografien |
Portal Biografien |
Personensuche
# |
A |
B |
C |
D |
E |
F |
G |
H |
I |
J |
K |
L |
M |
N |
O |
P |
Q |
R |
S |
T |
U |
V |
W |
X |
Y |
Z |
?
 
Ka |
Kb |
Kc |
Kd |
Ke |
Kf |
Kg |
Kh |
Ki |
Kj |
Kl |
Km |
Kn |
Ko |
Kp |
Kr |
Ks |
Kt |
Ku |
Kv |
Kw |
Ky |
Kx |
Kz
 
Kaa–Kag |
Kah |
Kai |
Kaj |
Kak |
Kal |
Kam |
Kan |
Kao |
Kap |
Kar |
Kas |
Kat |
Kau |
Kav |
Kaw |
Kay |
Kaz
 
Kala |
Kalb |
Kalc |
Kald |
Kale |
Kalf |
Kalh |
Kali |
Kalj |
Kalk |
Kall |
Kalm |
Kaln |
Kalo |
Kalp |
Kals |
Kalt |
Kalu |
Kalv |
Kalw |
Kaly |
Kalz
Die Liste der Biografien führt alle Personen auf, die in der deutschsprachigen Wikipedia einen Artikel haben. Dieses ist eine Teilliste mit 52 Einträgen von Personen, deren Namen mit den Buchstaben „Kalc“ beginnt.

## Kalc

### Kalch
- Kalchberg, Emilie von (1796–1877), österreichische Schriftstellerin
- Kalchberg, Johann Ritter von (1765–1827), österreichischer Schriftsteller, Historiker und Politiker
- Kalchbrenner, Andrea (* 1959), österreichische Politikerin (SPÖ) und Bezirksvorsteherin
- Kalchbrenner, Karl (1807–1886), österreichisch-ungarischer Mykologe
- Kalchegger von Kalchberg, Franz (1807–1890), österreichischer Verwaltungsjurist und Politiker
- Kalchegger von Kalchberg, Josef (1801–1882), österreichischer Verwaltungsjurist und Politiker
- Kalcheim, Gerhard Romilian von (1589–1644), deutscher Jurist und Diplomat
- Kalcher, Anton (1800–1861), österreichischer Goldschmied und Medailleur
- Kalcher, Benedikt (* 1999), österreichischer Schauspieler
- Kalcher, Max (1911–1982), österreichisch-deutscher Politiker (NSDAP), MdR
- Kalcher, Severin (1855–1922), österreichischer Abt
- Kalchmair, Franz (1939–2020), österreichischer Opern- und Liedersänger (Bass) und Musikpädagoge
- Kalchreuter, Heribert (1939–2010), deutscher Jagdwissenschaftler und Wildbiologe
- Kalchschmid, Kurt (* 1958), deutscher Fußballspieler
- Kalchthaler, Peter (* 1956), deutscher Kunsthistoriker

### Kalck
- Kalckar, Herman Moritz (1908–1991), dänischer Biochemiker
- Kalcker, Andreas (* 1961), angeblicher Wunderheiler
- Kalckhoff, Andreas (1944–2022), deutscher Historiker und Publizist
- Kalckhoff, Franz (1860–1955), deutscher Philatelist und Chemiker
- Kalckhoven, Jost, Kölner Buchhändler und Verleger gegenreformatorischer Schriften
- Kalckreuth, Barbara von (1905–1997), deutsche Bildhauerin
- Kalckreuth, Carl Otto von (1835–1900), preußischer Offizier und Landtagsabgeordneter
- Kalckreuth, Eberhard Graf von (1881–1941), deutscher Rittergutsbesitzer und Präsident des Reichslandbundes
- Kalckreuth, Elftraud von (* 1937), deutsche Autorin, Schauspielerin und FernsehansagerinElftraud von Kalckreuth (* 1937)

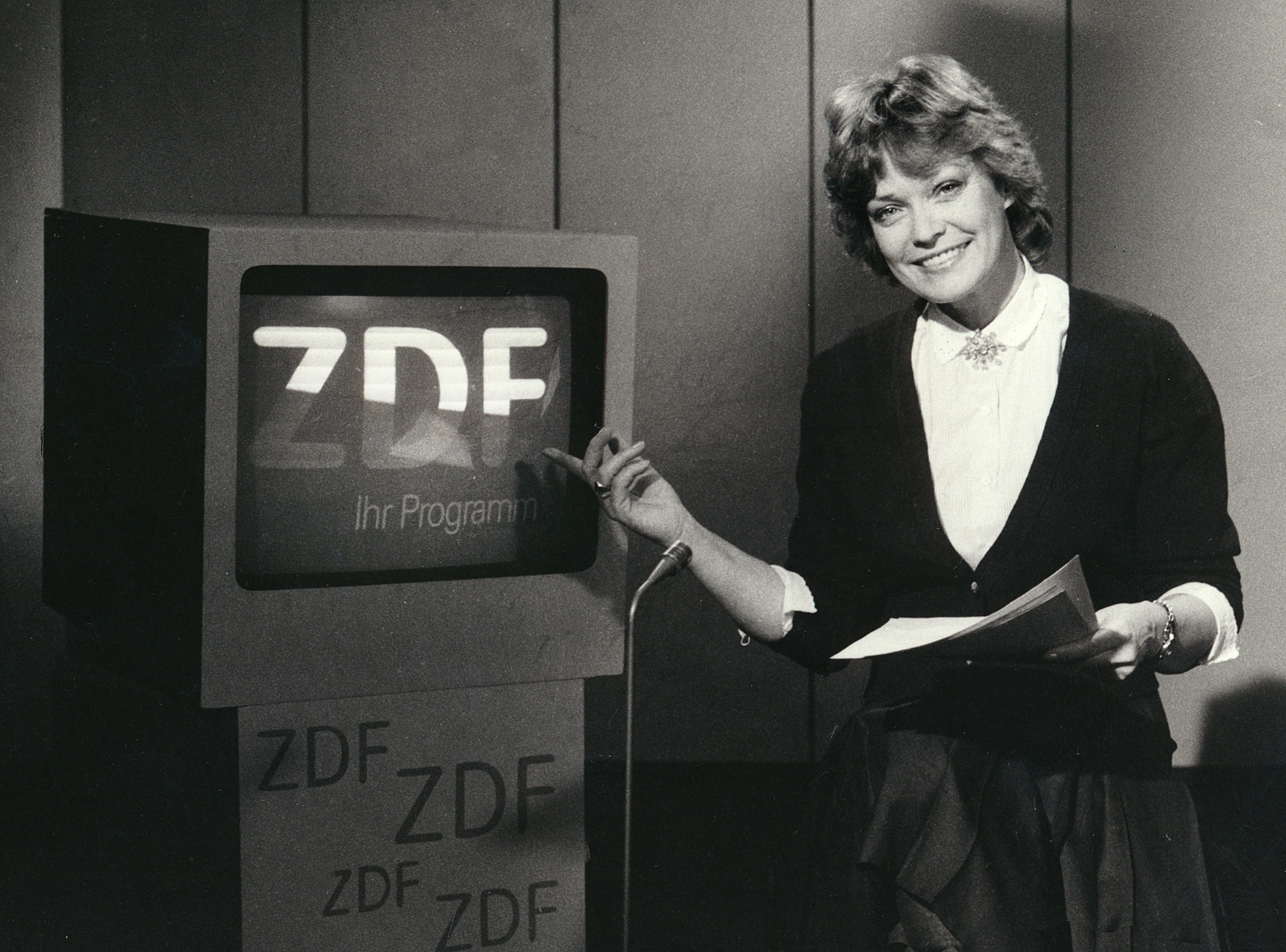
Elftraud von Kalckreuth (* 1937)

- Kalckreuth, Ernst Georg von (1690–1763), preußischer Oberst und Chef des Garnisonsbataillons XII
- Kalckreuth, Ernst Karl Rudolf von (1745–1813), preußischer Generalmajor, Kommandant von Schweidnitz
- Kalckreuth, Friedrich Adolf von (1737–1818), preußischer Offizier, zuletzt Generalfeldmarschall
- Kalckreuth, Friedrich von (1790–1873), preußischer Schriftsteller und Dramatiker
- Kalckreuth, Hans Christoph Ernst von (1741–1825), preußischer Generalmajor
- Kalckreuth, Hans-Jürg von (1915–1988), deutscher Generalmajor der Bundeswehr
- Kalckreuth, Jo von (1912–1984), deutscher Maler und Grafiker
- Kalckreuth, Jochen von (1931–1977), deutscher Werbekaufmann, Segelflieger und Autor
- Kalckreuth, Johann Nikolaus von (1720–1807), preußischer Offizier, zuletzt Generalleutnant
- Kalckreuth, Kali Sylvia Gräfin von (* 1959), deutsche Massagelehrerin, Lehrerin für Achtsamkeitsmeditation, Autorin
- Kalckreuth, Leopold von (1855–1928), deutscher Maler und Grafiker des RealismusLeopold von Kalckreuth (1855–1928)

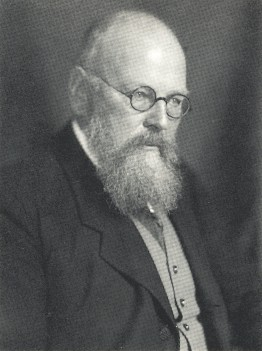
Leopold von Kalckreuth (1855–1928)

- Kalckreuth, Ludwig Gottlob von (1714–1783), königlich preußischer Generalmajor, Amtshauptmann von Spandau
- Kalckreuth, Ludwig von (1771–1847), preußischer Generalmajor, Kommandeur der 16. Kavallerie-Brigade
- Kalckreuth, Marie von (1857–1897), deutsche Malerin
- Kalckreuth, Patrick von (1898–1970), deutscher Landschafts- und Marinemaler
- Kalckreuth, Richard von (1808–1879), preußischer Generalleutnant
- Kalckreuth, Samuel Adolph von (1693–1778), preußischer Generalmajor
- Kalckreuth, Stanislaus von (1820–1894), deutscher Maler
- Kalckreuth, Wilhelm Heinrich Adolf von (1735–1811), preußischer Generalleutnant
- Kalckreuth, Wolf von (1887–1906), deutscher Dichter und Übersetzer
- Kalckstein, Adam Friedrich von (1741–1808), preußischer Generalmajor
- Kalckstein, Albrecht von (1592–1667), preußischer Graf, Generalleutnant und Gegner Friedrich Wilhelms, Kurfürst von Brandenburg
- Kalckstein, Christian Ludwig von (1630–1672), kurbrandenburger Obrist
- Kalckstein, Christoph Wilhelm von (1682–1759), preußischer Generalfeldmarschall
- Kalckstein, Georg von (1849–1925), deutscher Generalleutnant
- Kalckstein, Ludwig Karl von (1725–1800), preußischer Generalfeldmarschall, Gouverneur von Magdeburg
- Kalckstein, Walter von (1840–1903), preußischer Generalmajor
- Kalckstein, Willibald von (1812–1894), deutscher Politiker, MdR, Landrat